# Peter Ernst (Musiker)
Peter Ernst (* 19. Dezember 1972 in Paderborn) ist ein deutscher Gitarrist und Musikjournalist.

## Der Gitarrist
Schon während seines Musikstudiums in Deutschland und an der New Yorker Juilliard School entwickelte er eine intensive Konzerttätigkeit, insbesondere als Kammermusiker. Zu seinen festen Ensembles gehören und gehörten das Duo Bergerac, Claremont Duo, Belmont Trio und Trio Usignolo. Mit dem Hába Quartett, Dejean Quartett und dem Amici Ensemble trat er darüber hinaus in Erscheinung.
Als Solist trat Peter Ernst u. a. mit den Bergischen Sinfonikern, dem Kammerorchester Hannover, dem Hessischen Staatsorchester Wiesbaden, dem Orchester „Damals und heute“, der Philharmonie Merck und dem Hochschulorchester Paderborn unter den Dirigenten Peter Leonard, Andreas Schmidt, Michael Willens, Wolfgang Heinzle und Steffen Schiel in Erscheinung.
Peter Ernst ist Preisträger zahlreicher Gitarrenwettbewerbe in Deutschland, Italien und Frankreich. Über 20 Alben und Hörfunkproduktionen dokumentieren sein Wirken.

## Musikjournalismus und -regie
Neben seiner Konzerttätigkeit berichtet Peter Ernst freischaffend für Tageszeitungen und arbeitet für Musikredaktionen im Hessischen Rundfunk. Darüber hinaus arbeitet er als Regieassistent und Regisseur für Konzertübertragungen.

## Privatleben
Peter Ernst lebt mit seiner Frau und zwei Kindern in Bochum.